# Proteína (nutriente)

Los aminoácidos son los bloques de construcción de proteínas.

Las proteínas son nutrientes esenciales para el cuerpo humano. Son uno de los componentes básicos del tejido corporal y también pueden servir como fuente de energía. Como combustible, las proteínas proporcionan tanta densidad de energía como los carbohidratos: 4 kcal (17 kJ) por gramo; en contraste, los lípidos proporcionan 9 kcal (37 kJ) por gramo. El aspecto más importante y la característica definitoria de la proteína desde un punto de vista nutricional es su composición de aminoácidos.
Las proteínas son cadenas poliméricas hechas de aminoácidos unidos entre sí por enlaces peptídicos. Durante la digestión humana, las proteínas se descomponen en el estómago a cadenas polipeptídicas más pequeñas a través de ácido clorhídrico y acciones de proteasa. Esto es crucial para la absorción de los aminoácidos esenciales que no pueden ser biosintetizados por el cuerpo.

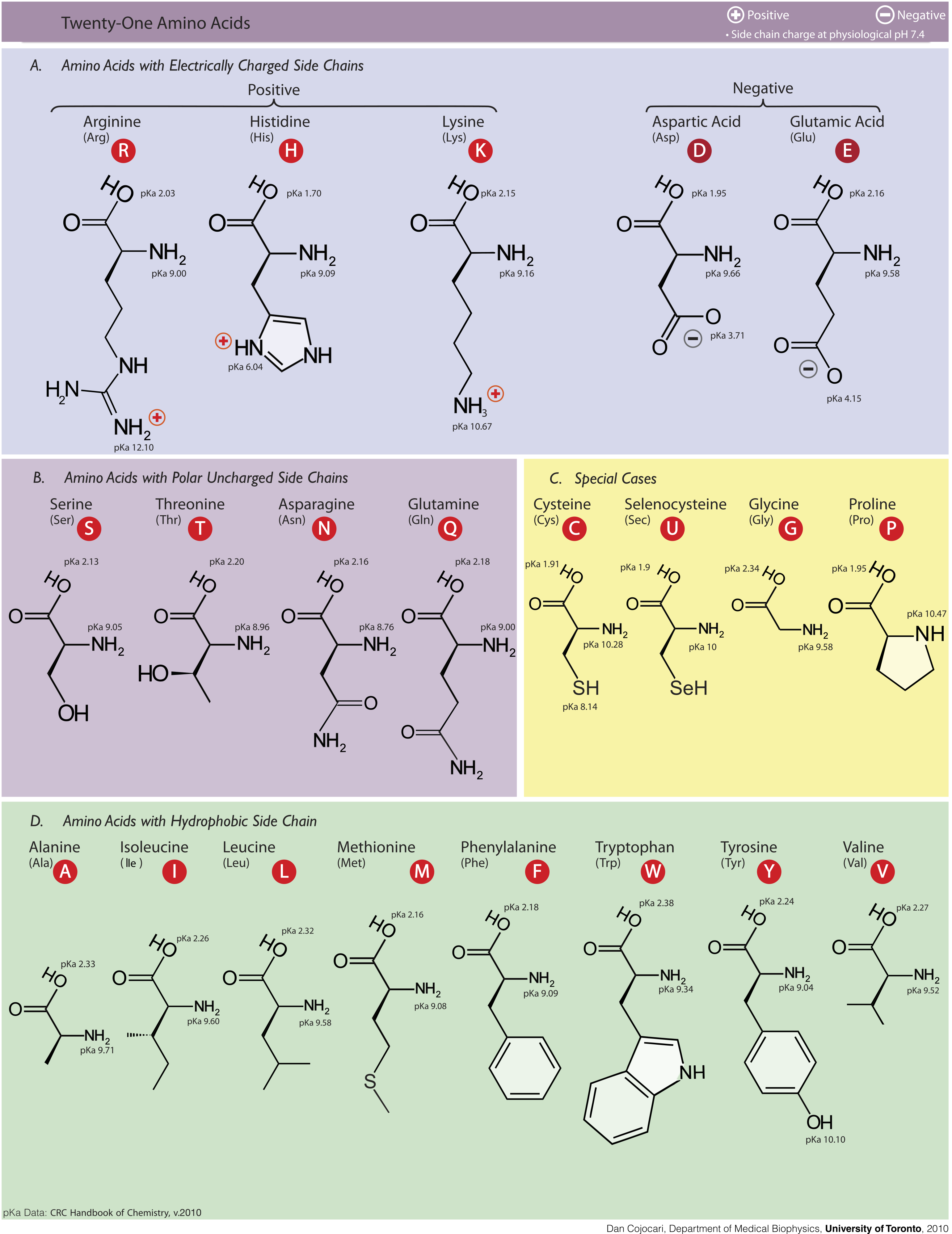
Los aminoácidos son nutrientes necesarios. Presentes en cada célula, también son precursores de los ácidos nucleicos, coenzimas, hormonas, respuesta inmune, reparación y otras moléculas esenciales para la vida.

Hay nueve aminoácidos esenciales que los humanos deben obtener de su dieta para prevenir la desnutrición proteico-energética y la muerte resultante. Son fenilalanina, valina, treonina, triptófano, metionina, leucina, isoleucina, lisina e histidina. Se ha debatido si hay 8 o 9 aminoácidos esenciales. El consenso parece inclinarse hacia 9 ya que la histidina no se sintetiza en adultos. Hay cinco aminoácidos que los humanos son capaces de sintetizar en el cuerpo. Estos cinco son alanina, ácido aspártico, asparagina, ácido glutámico y serina. Hay seis aminoácidos condicionalmente esenciales cuya síntesis puede limitarse en condiciones fisiopatológicas especiales, como la prematuridad en el lactante o en individuos con trastornos catabólicos graves. Estos seis son arginina, cisteína, glicina, glutamina, prolina y tirosina.
Las fuentes dietéticas de proteínas incluyen tanto animales como plantas: carnes, productos lácteos, pescado y huevos, así como granos, legumbres y nueces. Los veganos pueden obtener suficientes aminoácidos esenciales al comer proteínas vegetales.

## Funcionamiento de las proteínas en el cuerpo humano
Las proteínas son un nutriente que necesita el cuerpo humano para el crecimiento y mantenimiento. Aparte del agua, las proteínas son las moléculas más abundantes en el cuerpo. Las proteínas se pueden encontrar en todas las células del cuerpo y es el principal componente estructural de todas las células del cuerpo, especialmente los músculos. Esto también incluye los órganos, el cabello y la piel. Las proteínas también se usan en las membranas, como las glicoproteínas. Cuando se descomponen en aminoácidos, se usan como precursores de ácido nucleico, coenzimas, hormonas variadas , respuesta inmune, reparación celular y otras moléculas esenciales para la vida. Además, la proteína es necesaria para formar más células sanguíneas en nuestro cuerpo.

## Fuentes

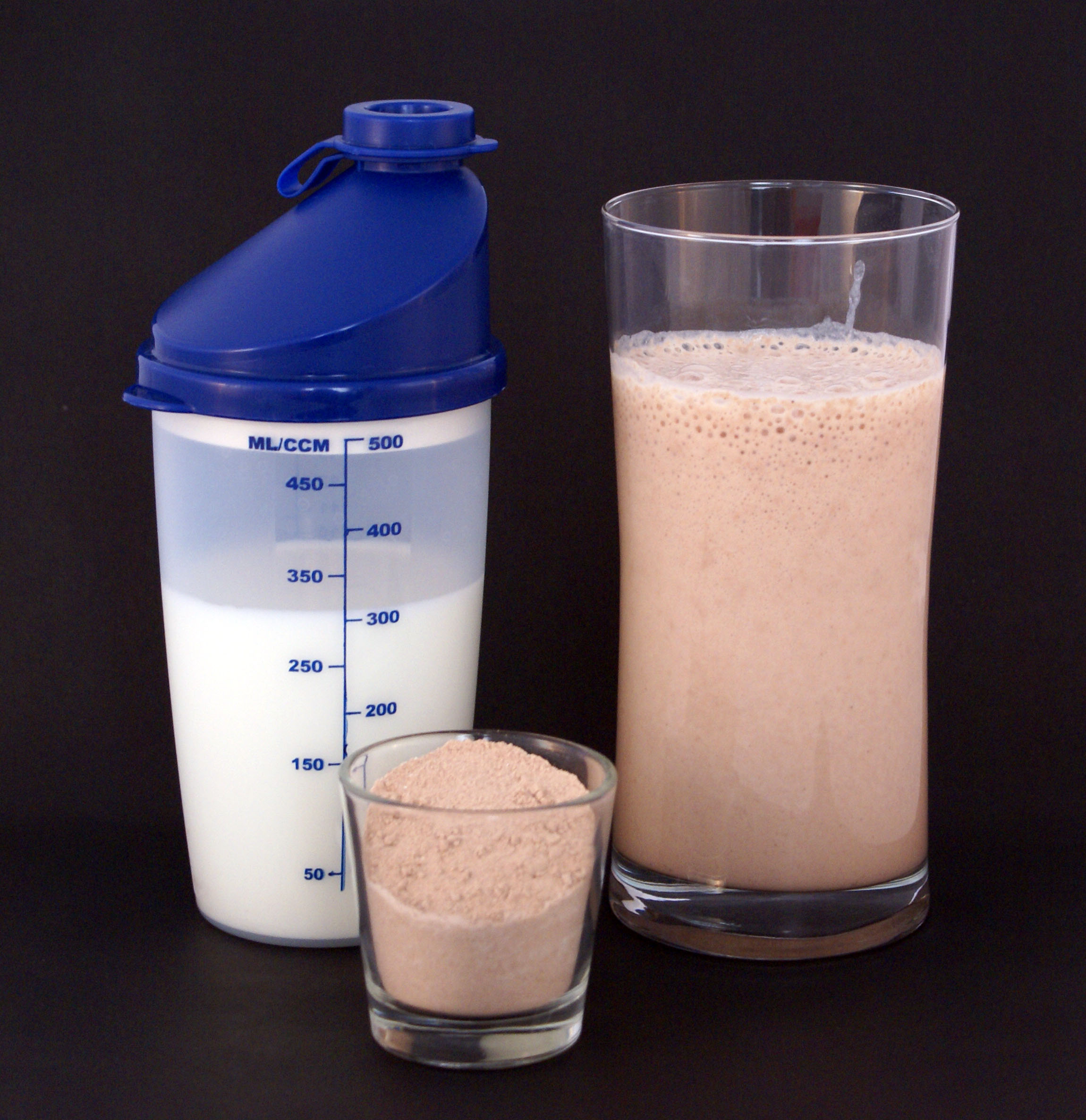
Los batidos de proteína, hechos de proteína en polvo (centro) y leche (izquierda), son un suplemento común para el culturismo.

## Pruebas en alimentos
Los ensayos clásicos para la concentración de proteínas en los alimentos son el método Kjeldahl y el método Dumas. Estas pruebas determinan el nitrógeno total en una muestra. El único componente importante de la mayoría de los alimentos que contienen nitrógeno es la proteína (la grasa, los carbohidratos y la fibra dietética no contienen nitrógeno). Si la cantidad de nitrógeno se multiplica por un factor que depende de los tipos de proteína esperados en el alimento, se puede determinar la proteína total. Este valor se conoce como contenido de " proteína cruda". En las etiquetas de los alimentos, la proteína está dada por el nitrógeno multiplicado por 6.25, porque el contenido promedio de nitrógeno de las proteínas es de aproximadamente el 16%. La prueba Kjeldahl se usa normalmente porque es el método que AOAC International ha adoptado y, por lo tanto, lo utilizan muchas agencias de normas alimentarias de todo el mundo, aunque el método Dumas también está aprobado por algunas organizaciones de normas.
Se sabe que la contaminación accidental y la adulteración intencional de las comidas de proteínas con fuentes de nitrógeno no proteicas que inflan las mediciones del contenido de proteínas brutas se producen en la industria alimentaria durante décadas. Para garantizar la calidad de los alimentos, los compradores de comidas con proteínas realizan de manera rutinaria pruebas de control de calidad diseñadas para detectar los contaminantes nitrogenados no proteicos más comunes, como la urea y el nitrato de amonio.

En al menos un segmento de la industria alimentaria, la industria láctea, algunos países (al menos los EE. UU., Australia, Francia y Hungría) han adoptado la medición de "proteína verdadera", a diferencia de la medición de proteína cruda, como el estándar para pagos y pruebas:
La proteína verdadera es una medida de solo las proteínas en la leche, mientras que la proteína cruda es una medida de todas las fuentes de nitrógeno e incluye nitrógeno no proteico, como la urea, que no tiene valor alimenticio para los humanos. ... El equipo actual de análisis de leche mide los enlaces peptídicos, una medida directa de la proteína verdadera. 
La medición de los enlaces peptídicos en granos también se ha puesto en práctica en varios países, incluidos Canadá, el Reino Unido, Australia, Rusia y Argentina, donde se utiliza la tecnología de reflectancia de infrarrojo cercano (NIR), un tipo de espectroscopia infrarroja. La Organización de las Naciones Unidas para la Agricultura y la Alimentación (FAO) recomienda que solo se utilice el análisis de aminoácidos para determinar la proteína en, entre otros , los alimentos utilizados como la única fuente de alimentación, como la fórmula infantil, pero también proporciona:
Cuando los datos sobre los análisis de aminoácidos no están disponibles, la determinación de la proteína basada en el contenido total de N por Kjeldahl (AOAC, 2000) o un método similar ... se considera aceptable.
El método de prueba para la proteína en la alimentación del ganado de carne se ha convertido en una ciencia durante los años de la posguerra. El texto estándar en los Estados Unidos, Requerimientos de nutrientes del ganado de carne, ha pasado por ocho ediciones durante al menos setenta años. La sexta edición de 1996 sustituyó a la proteína bruta de la quinta edición el concepto de " proteína metabolizable", que se definió alrededor del año 2000 como "la verdadera proteína absorbida por el intestino, suministrada por la proteína microbiana y la proteína de ingesta no degradada".
Las limitaciones del método Kjeldahl se encontraban en el corazón de la contaminación de las exportaciones de proteínas chinas en 2007 y el escándalo de la leche en China en 2008, en el que se añadió melamina química industrial a la leche o los glutenes para aumentar la "proteína" medida.

### Calidad proteica
El aspecto más importante y la característica definitoria de la proteína desde un punto de vista nutricional es su composición de aminoácidos. Existen múltiples sistemas que clasifican las proteínas por su utilidad para un organismo en función de su porcentaje relativo de aminoácidos y, en algunos sistemas, la digestibilidad de la fuente de proteínas. Incluyen valor biológico, utilización neta de proteínas y PDCAAS (Puntaje de Aminoácidos Corregidos por Digestibilidad de Proteínas) que fue desarrollado por la FDA como una modificación del método del índice de eficiencia de proteínas (PER). La calificación PDCAAS fue aprobado por la Administración de Alimentos y Medicamentos (FDA) y la Organización para la Alimentación y la Agricultura de las Naciones Unidas y la Organización Mundial de la Salud (FAO/OMS) en 1993 como "el preferido 'mejor'" método para determinar la calidad proteica. Estas organizaciones han sugerido que otros métodos para evaluar la calidad de las proteínas son inferiores. En 2013, la FAO propuso cambiar a un índice de Aminoácidos Indispensables Digestibles.

## Digestión
La mayoría de las proteínas se descomponen en aminoácidos individuales mediante la digestión en el tracto gastrointestinal.
La digestión generalmente comienza en el estómago cuando el pepsinógeno se convierte en pepsina por la acción del ácido clorhídrico, y continúa por la tripsina y la quimotripsina en el intestino delgado. Antes de la absorción en el intestino delgado, la mayoría de las proteínas ya están reducidas a aminoácidos simples o péptidos de varios aminoácidos. La mayoría de los péptidos de más de cuatro aminoácidos no son absorbidos. Absorción en las células de absorción intestinal no es el final. Allí, la mayoría de los péptidos se dividen en aminoácidos individuales.
La absorción de los aminoácidos y sus derivados en los que la proteína de la dieta se degrada se realiza por el tracto gastrointestinal. Las tasas de absorción de los aminoácidos individuales son altamente dependientes de la fuente de proteína; por ejemplo, las digestibilidades de muchos aminoácidos en humanos, la diferencia entre las proteínas de la soja y la leche y entre las proteínas individuales de la leche, la beta-lactoglobulina y la caseína. Para las proteínas de la leche, aproximadamente el 50% de la proteína ingerida se absorbe entre el estómago y el yeyuno y el 90% se absorbe en el momento en que el alimento digerido llega al íleon. El valor biológico (VB) es una medida de la proporción de proteína absorbida de un alimento que se incorpora a las proteínas del cuerpo del organismo.

### Recién nacidos
Los recién nacidos de mamíferos son excepcionales en la digestión y asimilación de las proteínas, ya que pueden absorber proteínas intactas en el intestino delgado. Esto permite la inmunidad pasiva, es decir, la transferencia de inmunoglobulinas de la madre al recién nacido, a través de la leche.

## Requisitos dietéticos
Se ha llevado a cabo un considerable debate sobre los problemas relacionados con los requisitos de ingesta de proteínas. La cantidad de proteína requerida en la dieta de una persona está determinada en gran parte por la ingesta total de energía, la necesidad del cuerpo de nitrógeno y aminoácidos esenciales, el peso corporal y la composición, la tasa de crecimiento en el individuo, el nivel de actividad física, la energía y los carbohidratos del individuo. La ingesta, y la presencia de enfermedad o lesión. La actividad física y el esfuerzo, así como la masa muscular aumentada, aumentan la necesidad de proteínas. Los requisitos también son mayores durante la infancia para el crecimiento y el desarrollo, durante el embarazo o durante la lactancia para alimentar a un bebé o cuando el cuerpo necesita recuperarse de la desnutrición o el trauma o después de una operación.
Si no se ingiere suficiente energía a través de la dieta, como en el proceso de inanición, el cuerpo utilizará proteínas de la masa muscular para satisfacer sus necesidades energéticas, lo que llevará a la pérdida de masa muscular con el tiempo. Si el individuo no consume proteínas adecuadas en la nutrición, el músculo también se desperdiciará a medida que los procesos celulares más vitales (por ejemplo, enzimas de la respiración, células sanguíneas) reciclan la proteína muscular para sus propios requisitos.

## Recomendaciones dietéticas

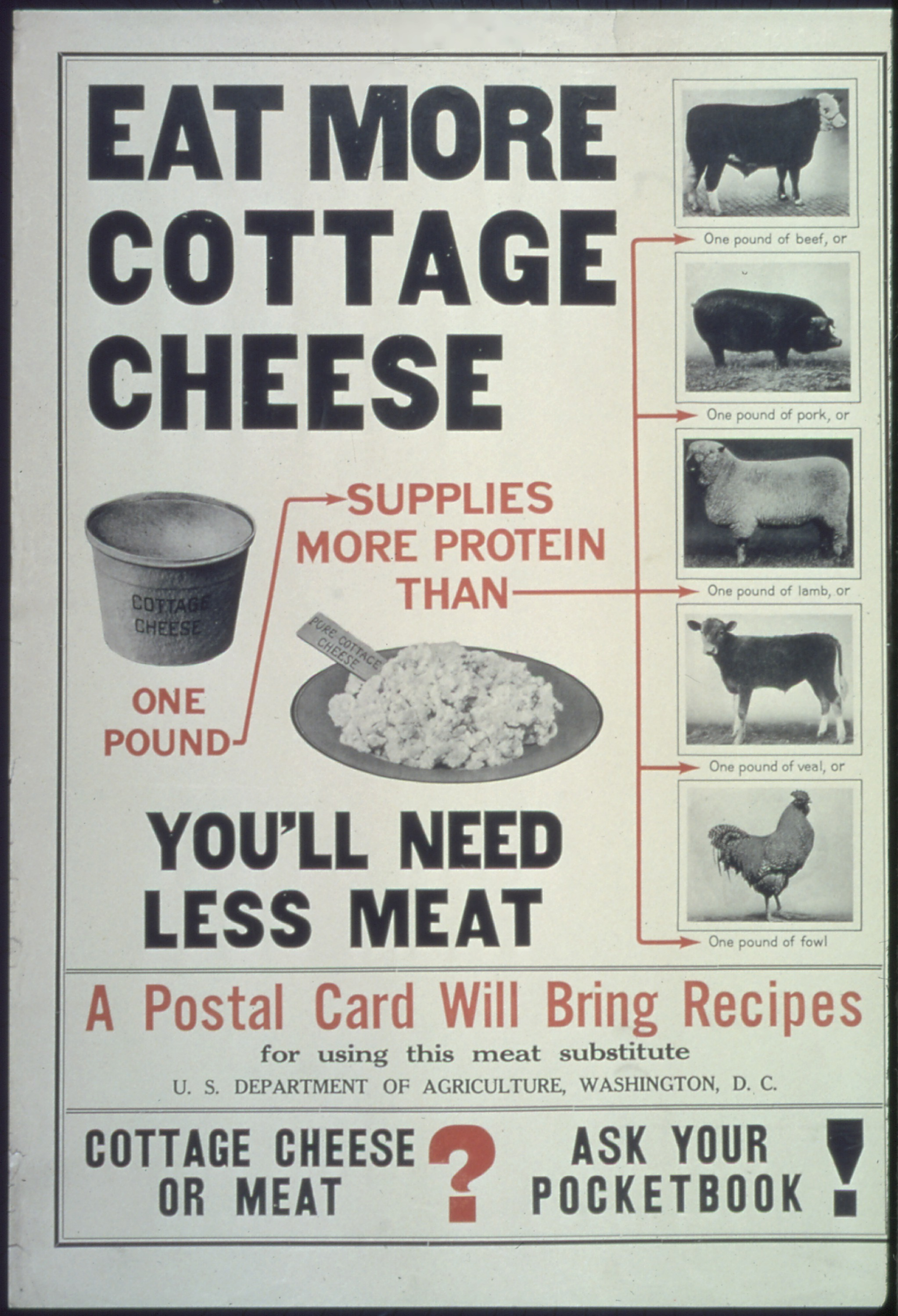
Una campaña educativa lanzada por el Departamento de Agricultura de los Estados Unidos hace unos 100 años, sobre el requesón como un sustituto de proteína de menor costo para la carne.

De acuerdo con las pautas de Ingesta de Referencia Dietética de EE. UU. y Canadá, las mujeres de 19 a 70 años de edad deben consumir 46 gramos de proteína por día, mientras que los hombres de 19 a 70 años necesitan consumir 56 gramos de proteína por día para minimizar el riesgo de deficiencia. Estas ingestas dietéticas recomendadas (RDA) se calcularon en función de 0,8 gramos de proteína por kilogramo de peso corporal y un peso corporal promedio de 57 kg (126 libras) y 70 kg (154 libras), respectivamente. Sin embargo, esta recomendación se basa en requisitos estructurales pero no tiene en cuenta el uso de proteínas para el metabolismo energético. Este requisito es para una persona sedentaria normal. En los Estados Unidos, el consumo promedio de proteínas es más alto que el RDA. De acuerdo con los resultados de la Encuesta Nacional de Examen de Salud y Nutrición (NHANES 2013-2014), el consumo promedio de proteínas para las mujeres de 20 años y más fue de 69.8 gramos y para los hombres de 98.3 gramos/día.

### Gente activa
Varios estudios han concluido que las personas activas y los atletas pueden requerir una ingesta elevada de proteínas (en comparación con 0,8 g/kg) debido al aumento de la masa muscular y la pérdida de sudor, así como a la necesidad de reparación corporal y fuente de energía. Las cantidades sugeridas varían entre 1.6 g/kg y 1.8 g/kg, mientras que una ingesta máxima diaria de proteínas propuesta sería aproximadamente el 25% de los requerimientos de energía, es decir, aproximadamente 2 a 2.5 g/kg. Sin embargo, aún quedan muchas preguntas por resolver.
Además, algunos han sugerido que los atletas que usan dietas restringidas en calorías para perder peso deberían aumentar aún más su consumo de proteínas, posiblemente de 1.8 a 2.0 g/kg, para evitar la pérdida de masa muscular magra.

### Ejercicio aeróbico
Los atletas de resistencia se diferencian de los atletas de fortalecimiento de fuerza en que los atletas de resistencia no construyen tanta masa muscular del entrenamiento como lo hacen los atletas de fortalecimiento de fuerza. La investigación sugiere que las personas que realizan actividades de resistencia requieren una mayor ingesta de proteínas que las personas sedentarias para que los músculos que se descomponen durante los entrenamientos de resistencia puedan ser reparados. Aunque el requisito de proteína para los atletas sigue siendo controvertido, la investigación muestra que los atletas de resistencia pueden beneficiarse de una mayor ingesta de proteínas debido a que el tipo de ejercicio en el que participan los atletas continúa. El requerimiento total de proteínas aumenta debido a la oxidación de aminoácidos en atletas entrenados en resistencia. Los atletas de resistencia que hacen ejercicio durante un largo período (2 a 5 horas por sesión de entrenamiento) usan las proteínas como una fuente de 5 a 10% de su energía total gastada. Por lo tanto, un ligero aumento en la ingesta de proteínas puede ser beneficioso para los atletas de resistencia al reemplazar la proteína perdida en el gasto de energía y la proteína perdida en la reparación de los músculos. Una revisión concluyó que los atletas de resistencia pueden aumentar la ingesta diaria de proteínas hasta un máximo de 1.2 a 1.4 g por kg de peso corporal.

### Ejercicio anaeróbico
La investigación también indica que las personas que realizan actividades de entrenamiento de fuerza requieren más proteínas que las personas sedentarias. Los atletas de entrenamiento de fuerza pueden aumentar su ingesta diaria de proteínas a un máximo de 1.4 a 1.8 g por kg de peso corporal para mejorar la síntesis de proteínas musculares, o para compensar la pérdida de oxidación de aminoácidos durante el ejercicio. Muchos atletas mantienen una dieta alta en proteínas como parte de su entrenamiento. De hecho, algunos atletas que se especializan en deportes anaeróbicos (por ejemplo, levantamiento de pesas) creen que es necesario un nivel muy alto de ingesta de proteínas, por lo que consumen comidas con alto contenido de proteínas y también suplementos de proteínas.

### Poblaciones especiales

#### Alergias a las proteínas
Una alergia alimentaria es una respuesta inmune anormal a las proteínas en los alimentos. Los signos y síntomas pueden variar de leves a severos. Pueden incluir picazón, hinchazón de la lengua, vómitos, diarrea, urticaria, dificultad para respirar o presión arterial baja. Estos síntomas suelen aparecer en cuestión de minutos a una hora después de la exposición. Cuando los síntomas son severos, se conoce como anafilaxia. Los siguientes ocho alimentos son responsables de aproximadamente el 90% de las reacciones alérgicas: la leche de vaca, los huevos, el trigo, los mariscos, el pescado, el maní, los frutos secos y la soja.

#### Enfermedad renal crónica
Si bien no hay evidencia concluyente de que una dieta alta en proteínas pueda causar enfermedad renal crónica, existe un consenso de que las personas con esta enfermedad deben disminuir el consumo de proteínas. Según una revisión de 2009, las personas con enfermedad renal crónica que reducen el consumo de proteínas tienen un riesgo de muerte 32% menor en comparación con las personas afectadas que no realizan estos cambios en la dieta. Además, las personas con esta enfermedad que usan una dieta baja en proteínas (0,6 g/kg/d - 0,8 g/kg/d) pueden desarrollar compensaciones metabólicas que preservan la función renal, aunque en algunas personas puede ocurrir desnutrición.

#### Fenilcetonuria
Las personas con fenilcetonuria (PKU, por sus siglas en inglés) deben mantener su consumo de fenilalanina, un aminoácido esencial, extremadamente bajo para prevenir una discapacidad mental y otras complicaciones metabólicas. La fenilalanina es un componente del edulcorante artificial aspartame, por lo que las personas con PKU deben evitar las bebidas y los alimentos bajos en calorías con este ingrediente.

#### Enfermedad de la orina jarabe de arce
La enfermedad de la orina del jarabe de arce se asocia con anomalías genéticas en el metabolismo de los aminoácidos de cadena ramificada (BCAA). Tienen niveles elevados de BCAA en la sangre y deben restringir severamente su ingesta de BCAA para prevenir el retraso mental y la muerte. Los aminoácidos en cuestión son leucina, isoleucina y valina. La condición recibe su nombre del olor dulce característico de la orina de los bebés afectados. Los niños de ascendencia judía amish, menonita y ashkenazi tienen una alta prevalencia de esta enfermedad en comparación con otras poblaciones.

## Consumo excesivo
La revisión de ingesta de referencia dietética de EE. UU. y Canadá para proteínas concluyó que no había pruebas suficientes para establecer un nivel de ingesta superior tolerable, es decir, un límite superior de cuánta proteína se puede consumir de forma segura.
Cuando los aminoácidos superan las necesidades, el hígado toma los aminoácidos y los desamina, un proceso que convierte el nitrógeno de los aminoácidos en amoníaco, que luego se procesa en el hígado en urea a través del ciclo de la urea. La excreción de urea se produce a través de los riñones. Otras partes de las moléculas de aminoácidos pueden convertirse en glucosa y usarse como combustible. Cuando la ingesta de proteínas de los alimentos es periódicamente alta o baja, el cuerpo trata de mantener los niveles de proteínas en un equilibrio utilizando la "reserva de proteínas lábiles" para compensar las variaciones diarias en la ingesta de proteínas. Sin embargo, a diferencia de la grasa corporal como reserva para futuras necesidades calóricas, no hay almacenamiento de proteínas para futuras necesidades.
La ingesta excesiva de proteínas puede aumentar la excreción de calcio en la orina, para compensar el desequilibrio del pH de la oxidación de los aminoácidos azufrados. Esto puede llevar a un mayor riesgo de formación de cálculos renales a partir del calcio en el sistema circulatorio renal. Un metanálisis no informó efectos adversos de una mayor ingesta de proteínas en la densidad ósea. Otro metaanálisis informó una pequeña disminución en la presión arterial sistólica y diastólica con dietas altas en proteínas, sin diferencias entre las proteínas animales y vegetales.
Se ha demostrado que las dietas altas en proteínas conducen a un adicional de 1.21 kg de pérdida de peso durante un período de 3 meses frente a una dieta de proteínas de referencia en un metanálisis. Los beneficios de la disminución del índice de masa corporal y del colesterol HDL se observaron con mayor intensidad en los estudios con solo un ligero aumento en la ingesta de proteínas, en lugar de que la ingesta alta de proteínas se clasificara como el 45% de la ingesta energética total. No se observaron efectos perjudiciales para la actividad cardiovascular en dietas a corto plazo de 6 meses o menos. Existe poco consenso sobre los efectos potencialmente perjudiciales para las personas sanas de una dieta alta en proteínas a largo plazo, lo que lleva a advertencias sobre el uso de una ingesta alta de proteínas como una forma de pérdida de peso.
Las Pautas Dietéticas para Americanos (DGA) 2015–2020 recomiendan que los hombres y los adolescentes aumenten su consumo de frutas, verduras y otros alimentos de bajo consumo, y que una forma de lograr esto sería reducir la ingesta general de alimentos con proteínas. El informe DGA 2015-2020 no establece un límite recomendado para la ingesta de carne roja y procesada. Si bien el informe reconoce la investigación que muestra que una menor ingesta de carne roja y procesada se correlaciona con un menor riesgo de enfermedades cardiovasculares en los adultos, también señala el valor de los nutrientes proporcionados por estas carnes. La recomendación no es limitar el consumo de carnes o proteínas, sino controlar y mantener dentro de los límites diarios el sodio (<2300 mg), grasas saturadas (menos del 10% del total de calorías por día) y azúcares agregados (menos del 10% del total de calorías por día) que pueden aumentar como resultado del consumo de ciertas carnes y proteínas. Si bien el informe de la DGA de 2015 aconseja un nivel reducido de consumo de carnes rojas y procesadas, las recomendaciones clave de la DGA de 2015-2020 recomiendan que se consuman una variedad de alimentos con proteínas, incluidas fuentes de proteínas vegetarianas y no vegetarianas.

## Deficiencia de proteínas

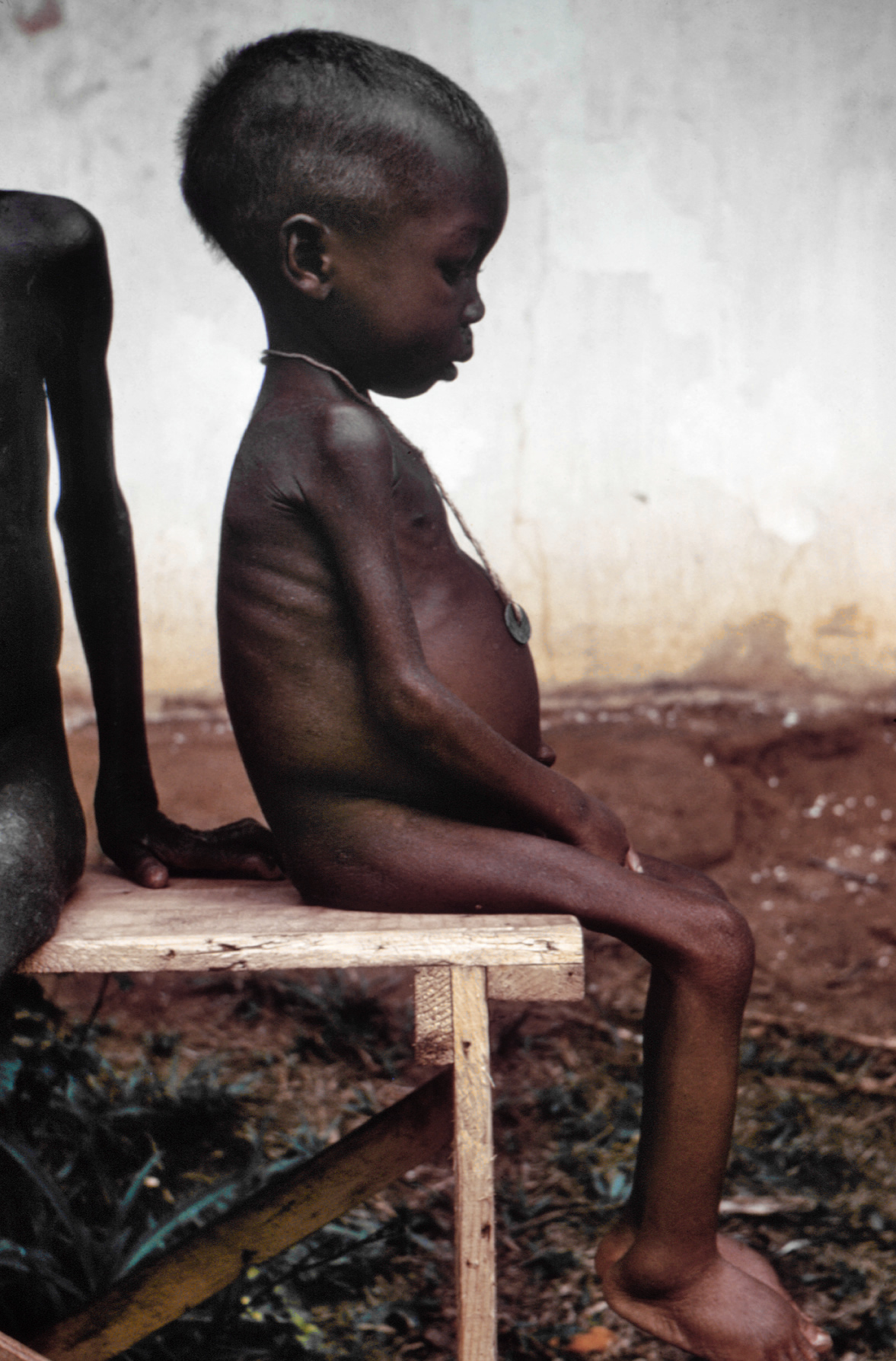
Un niño en Nigeria durante la Guerra de Biafra que sufre de kwashiorkor, una de las tres enfermedades de la desnutrición proteico-energética que afectan a más de 10 millones de niños en países en desarrollo.

La deficiencia de proteínas y la desnutrición (PEM, por sus siglas en inglés) pueden llevar a una variedad de trastornos y enfermedades, como una discapacidad intelectual y el kwashiorkor. Los síntomas del kwashiorkor incluyen apatía, diarrea, inactividad, falta de crecimiento, escamas en la piel, hígado graso y edema del abdomen y las piernas. Este edema se explica por la acción de la lipoxigenasa sobre el ácido araquidónico para formar leucotrienos y el funcionamiento normal de las proteínas en el balance de líquidos y el transporte de lipoproteínas.
La PEM es bastante común en todo el mundo, tanto en niños como en adultos, y representa 6 millones de muertes al año. En el mundo industrializado, la PEM se ve predominantemente en los hospitales, se asocia con una enfermedad o se encuentra a menudo en los ancianos.